# Siphocampylus splendens
Siphocampylus splendens är en klockväxtart som först beskrevs av Franz Elfried Wimmer, och fick sitt nu gällande namn av Jeppesen och B.A.Stein. Siphocampylus splendens ingår i släktet Siphocampylus och familjen klockväxter.
Artens utbredningsområde är Colombia. Inga underarter finns listade i Catalogue of Life.